# Шелби (округ, Айова)
Ше́лби (англ. Shelby County) — округ в США, штате Айова. На 2000 год численность населения составляла 13 074 человек. По оценке бюро переписи населения США в 2009 году население округа составляло 11 957 человек. Окружным центром является город Харлан.

## История
Округ Шелби был сформирован в 15 января 1851 года.

## География
Согласно данным Бюро переписи населения США площадь округа Шелби составляет 1530 км².

### Основные шоссе
- Шоссе 59
- Автострада 37
- Автострада 44
- Автострада 173
- Автострада 191

### Соседние округа
- Крофорд  (север)
- Одубон  (восток)
- Касс  (юго-восток)
- Поттавоттами  (юг)
- Гаррисон  (запад)

## Демография
По данным переписи населения 2000 года в округе проживало 13 074 жителей. Среди них 22,5 % составляли дети до 18 лет, 20,8 % люди возрастом более 65 лет. 50,5 % населения составляли женщины.
Национальный состав был следующим: 98,6 % белых, 0,1 % афроамериканцев, 0,3 % представителей коренных народов, 0,4 % азиатов, 1,3 % латиноамериканцев. 0,6 % населения являлись представителями двух или более рас.
Средний доход на душу населения в округе составлял $16969. 9,4 % населения имело доход ниже прожиточного минимума. Средний доход на домохозяйство составлял $47103.
Также 86,6 % взрослого населения имело законченное среднее образование, а 15,3 % имело высшее образование.